# Lista de Estados mongóis
Esta é a lista dos estados mongóis. Os mongóis são responsáveis pelo estabelecimento de muitos estados como o vasto Império Mongol e os seus herdeiros. A lista dos estados é cronológica mas segue o desenvolvimento das diferentes dinastias.

## Estados pré-modernos
| Nome                                                 | Anos                                      | Área                                                                                  | Mapa                                 | Capital |                           |                           |                           |                           |                           |
| Canatos dos séculos X-XII                            | Canatos dos séculos X-XII                 | Canatos dos séculos X-XII                                                             | Canatos dos séculos X-XII            | Canatos dos séculos X-XII                                                                                   | Canatos dos séculos X-XII | Canatos dos séculos X-XII | Canatos dos séculos X-XII | Canatos dos séculos X-XII | Canatos dos séculos X-XII |
| ---------------------------------------------------- | ----------------------------------------- | ------------------------------------------------------------------------------------- | ------------------------------------ | --- | ------------------------- | ------------------------- | ------------------------- | ------------------------- | ------------------------- |
| Camague Mongol                                       | século X–1206                             |                                                                                       |                                      | |                           |                           |                           |                           |                           |
| Canato Merkit                                        | século XI–metade do século XII            |                                                                                       |                                      | |                           |                           |                           |                           |                           |
| Canato Naiman                                        | –1204                                     |                                                                                       |                                      | |                           |                           |                           |                           |                           |
| Canato Tártaro                                       | séculos VI-X/(IX – meados do século XII?) |                                                                                       |                                      | |                           |                           |                           |                           |                           |
| Império Mongol e a dinastia Yuan                     |                                           |                                                                                       |                                      | |                           |                           |                           |                           |                           |
| Império Mongol                                       | 1206–1368                                 | 33,000,000 km2                                                                        |                                      | Avarga (1206–35) Caracórum (1235–60) Cambalique (1260–1368)                                                 |                           |                           |                           |                           |                           |
| Dinastia Yuan                                        | 1271-1368                                 | 14,000,000 km2(1310)                                                                  |                                      | Cambalique (Dadu, Pequim)                                                                                   |                           |                           |                           |                           |                           |
| Horda Dourada                                        |                                           |                                                                                       |                                      | |                           |                           |                           |                           |                           |
| Horda Dourada                                        | 1240–1502                                 | 6,000,000 km2(1310)                                                                   |                                      | Sarai Batu                                                                                                  |                           |                           |                           |                           |                           |
| Grande Horda                                         | 1466–1502                                 |                                                                                       |                                      | |                           |                           |                           |                           |                           |
| Canato de Chagatai                                   |                                           |                                                                                       |                                      | |                           |                           |                           |                           |                           |
| Canato Chagatai                                      | 1225–1340s                                | 3,500,000 km2(1310)                                                                   |                                      | Almalique Qarshi                                                                                            |                           |                           |                           |                           |                           |
| Canato Chagatai Oeste                                | Década de 1340–1370                       |                                                                                       |                                      | |                           |                           |                           |                           |                           |
| Mogulistão                                           | 1340–1462                                 |                                                                                       |                                      | |                           |                           |                           |                           |                           |
| Canato Kara Del                                      | 1383–1513                                 |                                                                                       |                                      | |                           |                           |                           |                           |                           |
| Ilcanato                                             |                                           |                                                                                       |                                      | |                           |                           |                           |                           |                           |
| Ilcanato                                             | 1256–1335                                 | 3,750,000 km2                                                                         |                                      | Maraga (1256–1265) Tabriz (1265–1306) Soltaniyeh (1306–1335)                                                |                           |                           |                           |                           |                           |
| Reino Chobânida                                      | 1335–1357                                 |                                                                                       |                                      | Tabriz |                           |                           |                           |                           |                           |
| Reino Injuida                                        | 1335–1357                                 |                                                                                       | Bagdá (Till 1411) Baçorá (1411–1432) | |                           |                           |                           |                           |                           |
| Sultanato Jalaírida                                  | 1335–1432                                 |                                                                                       | Bagdá (Till 1411) Baçorá (1411–1432) | |                           |                           |                           |                           |                           |
| Sultanato Arghun                                     | 1479?–1599?                               |                                                                                       |                                      | |                           |                           |                           |                           |                           |
| guenguícida Dinastia Yuan do Norte                   |                                           |                                                                                       |                                      | |                           |                           |                           |                           |                           |
| Dinastia Yuan do Norte                               | 1368–1691                                 | 5,000,000 km2(1550)                                                                   |                                      | Shangdu (1368–69) Yingchang (1369–70) Caracórum (1371–88)                                                   |                           |                           |                           |                           |                           |
| Canato Khotogoid (súbdito da dinastia Yuan do Norte) | tardio século XVI – tardio século XVII    |                                                                                       |                                      | na Mongólia                                                                                                 |                           |                           |                           |                           |                           |
| Oirates - Estados não-gengiscânidas                  |                                           |                                                                                       |                                      | |                           |                           |                           |                           |                           |
| Quatro Oirates                                       | 1399–1634                                 | 1,000,000 km2 (século XV - século XVI tardio) ~1,600,000 km2 (começos do século XVII) |                                      | |                           |                           |                           |                           |                           |
| Canato Zungar                                        | 1634–1758                                 | 3,500,000—4,000,000 km2                                                               |                                      | |                           |                           |                           |                           |                           |
| Canato Khoshut                                       | 1642?–1717                                | ~1,400,000 km2                                                                        |                                      | |                           |                           |                           |                           |                           |
| Canato Calmuco                                       | 1630–1771                                 |                                                                                       |                                      | |                           |                           |                           |                           |                           |
| Estados Timúridas (estados persa-turco-mongóis)      |                                           |                                                                                       |                                      | |                           |                           |                           |                           |                           |
| Império Timúrida                                     | 1370–1507                                 | 4,400,000 km2 (1405)                                                                  |                                      | Samarcanda (1370–1505) Herat(1505–1507)                                                                     |                           |                           |                           |                           |                           |
| Império Mogol                                        | 1526–1857                                 | 3,200,000 km2 (1700)                                                                  |                                      | Agra (1526–1571) Fatehpur Sikri (1571–1585) Laore (1585–1598) Agra (1598–1648) Xajaanabade/Déli (1648–1857) |                           |                           |                           |                           |                           |

## Estados modernos
| Nome                             | Anos            | Área             | Mapa | Capital                     |
| -------------------------------- | --------------- | ---------------- | ---- | --------------------------- |
| Estado Balagad (Buriates)        | 1919–1926       |                  |      | No Distrito de Kizhinginsky |
| República do Oirat-Kalmyk        | 1930            | Calmúquia        |      |                             |
| República da Mongólia do Sul     | 1945            |                  |      | Na Mongólia Interior        |
| Estado da Mongólia (Canato Bogd) | 1911-1924       |                  |      | Ikh Khuree (Ulan-Bator)     |
| República Popular da Mongólia    | 1924-1992       |                  |      | Ulan-Bator                  |
| Mongólia                         | 1992–atualidade | 1,564,115.75 km2 |      | Ulan-Bator                  |

## Áreas autónomas

### Na Rússia
| Nome                                                         | Anos                | Capital                    | Área        | Mapa |
| ------------------------------------------------------------ | ------------------- | -------------------------- | ----------- | ---- |
| Estado da Buriácia-Mongólia                                  | 1917–1921           | Chita                      |             |      |
| Oblást Autónomo da Buriácia-Mongólia                         | 1922–1923           |                            |             |      |
| Oblást Autónomo da Buriácia-Mongólia                         | 1921–1923           |                            |             |      |
| República Socialista Soviética Autónoma da Buriácia-Mongólia | 1923–1958           | Ulan-Ude                   |             |      |
| República Socialista Soviética Autónoma da Buriácia-Mongólia | 1958–1992           | Ulan-Ude                   |             |      |
| República da Buriácia                                        | 1992–atualidade     | Ulan-Ude                   | 351,300 km2 |      |
| Okrugue Nacional Agin Buriácia-Mongol                        | 1937–1958           | Aginskoye                  |             |      |
| Okrugue Nacional Agin Buriácia-Mongol                        | 1958–1977           | Aginskoye                  |             |      |
| Okrugue Autónomo Agin-Buriácia                               | 1977–2008           | Aginskoye                  | 9,6002      |      |
| Okrugue Autónomo Buriácio-Mongólico de Ust-Orda              | 1937–1958           | Ust-Ordynsky               |             |      |
| Okrugue Nacional Buriácio de Ust-Orda                        | 1958–1978           | Ust-Ordynsky               |             |      |
| Okrugue Autónomo Buriácio de Ust-Orda                        | 1978–2008           | Ust-Ordynsky               | 22,1382     |      |
| Oblást Autónomo Calmuque                                     | 1920–1935 1957–1958 | Astracã (till 1928) Elista |             |      |
| República Socialista Soviética Autónoma da Calmúquia         | 1935–1943 1958–1990 | Elista                     |             |      |
| República Socialista Soviética da Calmúquia                  | 1990–1992           | Elista                     |             |      |
| República Calmuca Halmg-Tagch                                | 1992–1994           | Elista                     |             |      |
| República Calmuca                                            | 1994–atualidade     | Elista                     | 76,100 km2  |      |

### Na China
| Estado de Mengjiang                             | 1936–1945       | Kalgan (Khaalgan)     |               |  |
| Região Autónoma da Mongólia Interior            | 1947–atualidade | Huhhot                | 1,183,000 km2 |  |
| Província de Gansu                              |                 |                       |               |  |
| Condado Autónomo Mongol de Subei                |                 |                       |               |  |
| Província de Hebei                              |                 |                       |               |  |
| Condado Autónomo Manchu-Mongol de Weichang      |                 |                       |               |  |
| Província de Heilongjian                        |                 |                       |               |  |
| Condado Autónomo Mongol de Dorbod               |                 |                       |               |  |
| Província de Jilin                              |                 |                       |               |  |
| Condado Autónomo Mongol de Qian Gorlos          |                 |                       |               |  |
| Província de Liaoning                           |                 |                       |               |  |
| Condado Autónomo Mongol do Harqin Esquerdo      |                 |                       |               |  |
| Condado Autónomo Mongol de Fuxin                |                 |                       |               |  |
| Província de Qinghai                            |                 |                       |               |  |
| Prefeitura Autónoma Mongólico-Tibetana de Haixi |                 |                       |               |  |
| Condado Autónomo Mongol de Henan                |                 |                       |               |  |
| Província de Xinjiang                           |                 |                       |               |  |
| Prefeitura Autónoma Mongol de Bayingolin        |                 | Korla                 | 462,700 km2   |  |
| Prefeitura Autónoma Mongol de Bortala           |                 | Bortala (Bortal)      |               |  |
| Condado Autónomo Mongol de Hoboksar             |                 | Hoboksar (Khovogsair) |               |  |

## Mapas

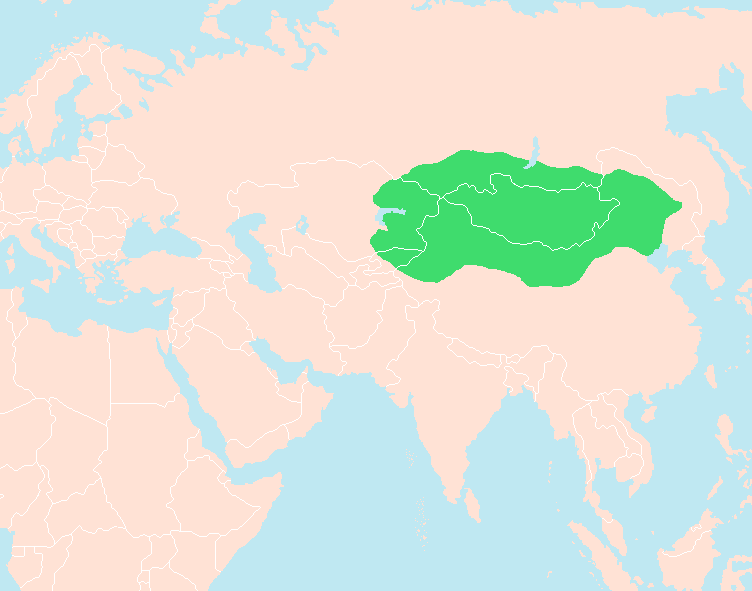
Xiongnu, in 205 a.C
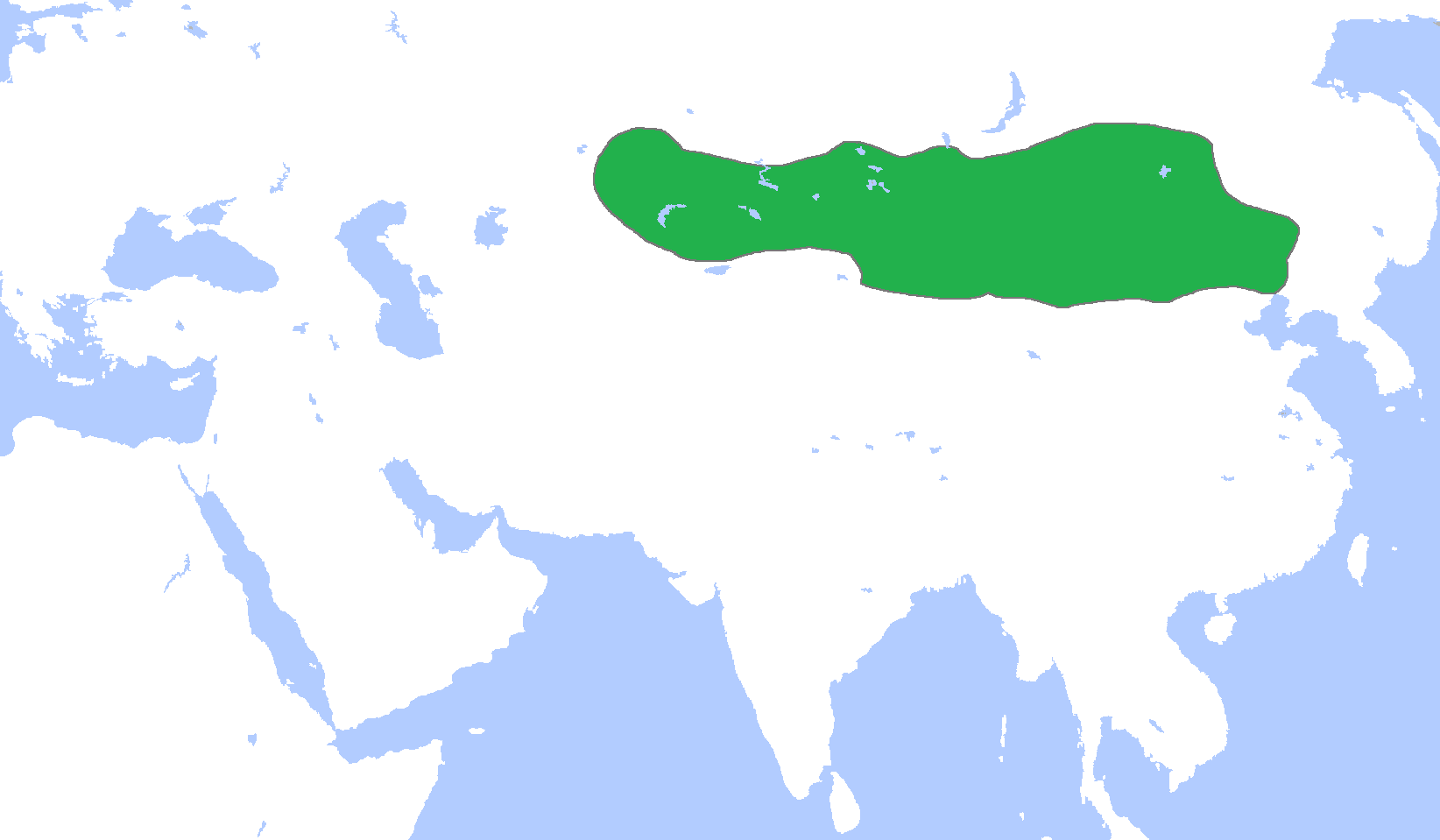
Canato Rourano c. 500
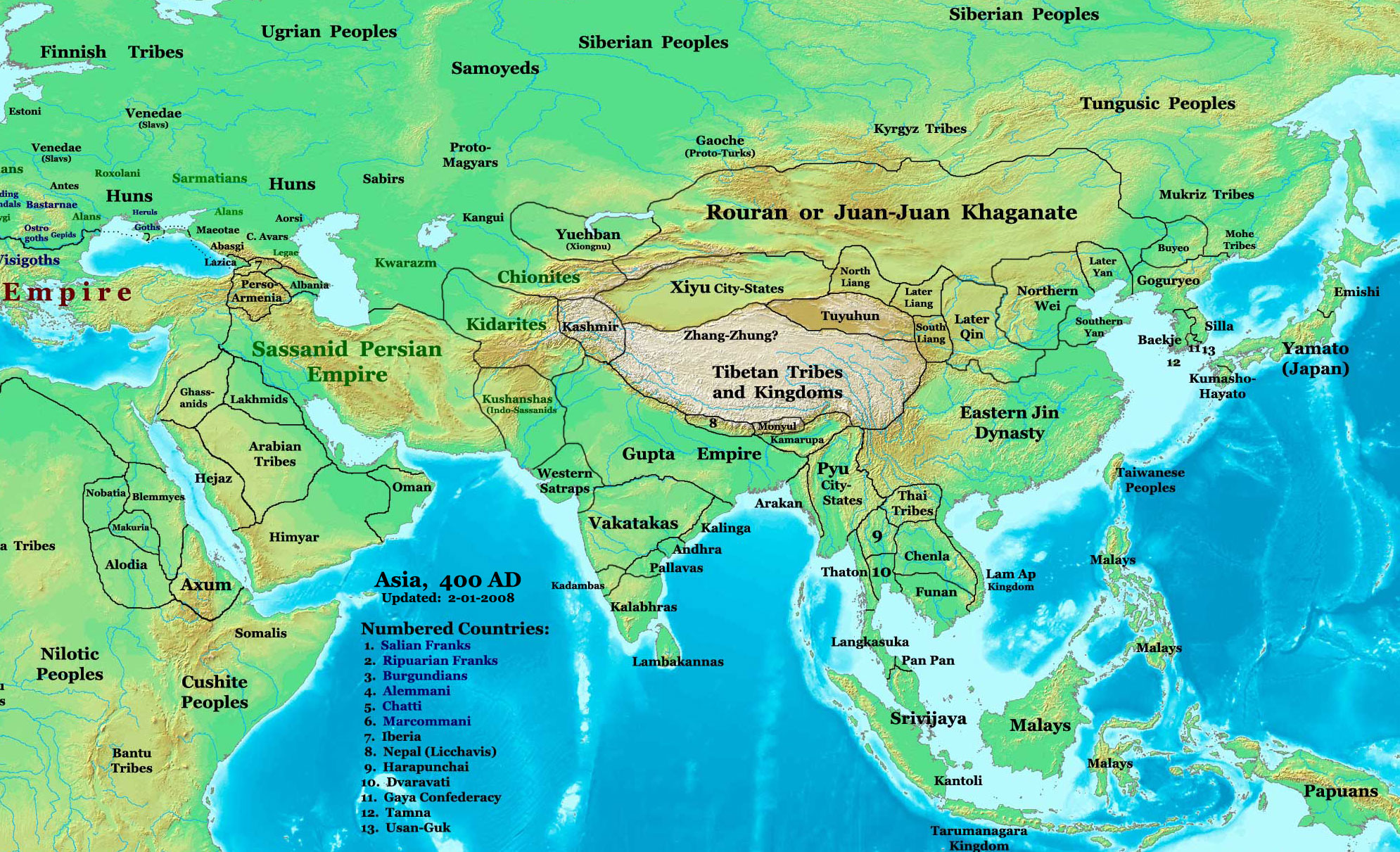
Canato Rourano, Wei do Norte, Reino Tuyuhun, Liang do Sul, Yan Tardio, Yueban e Liang do Norte, 400 AD
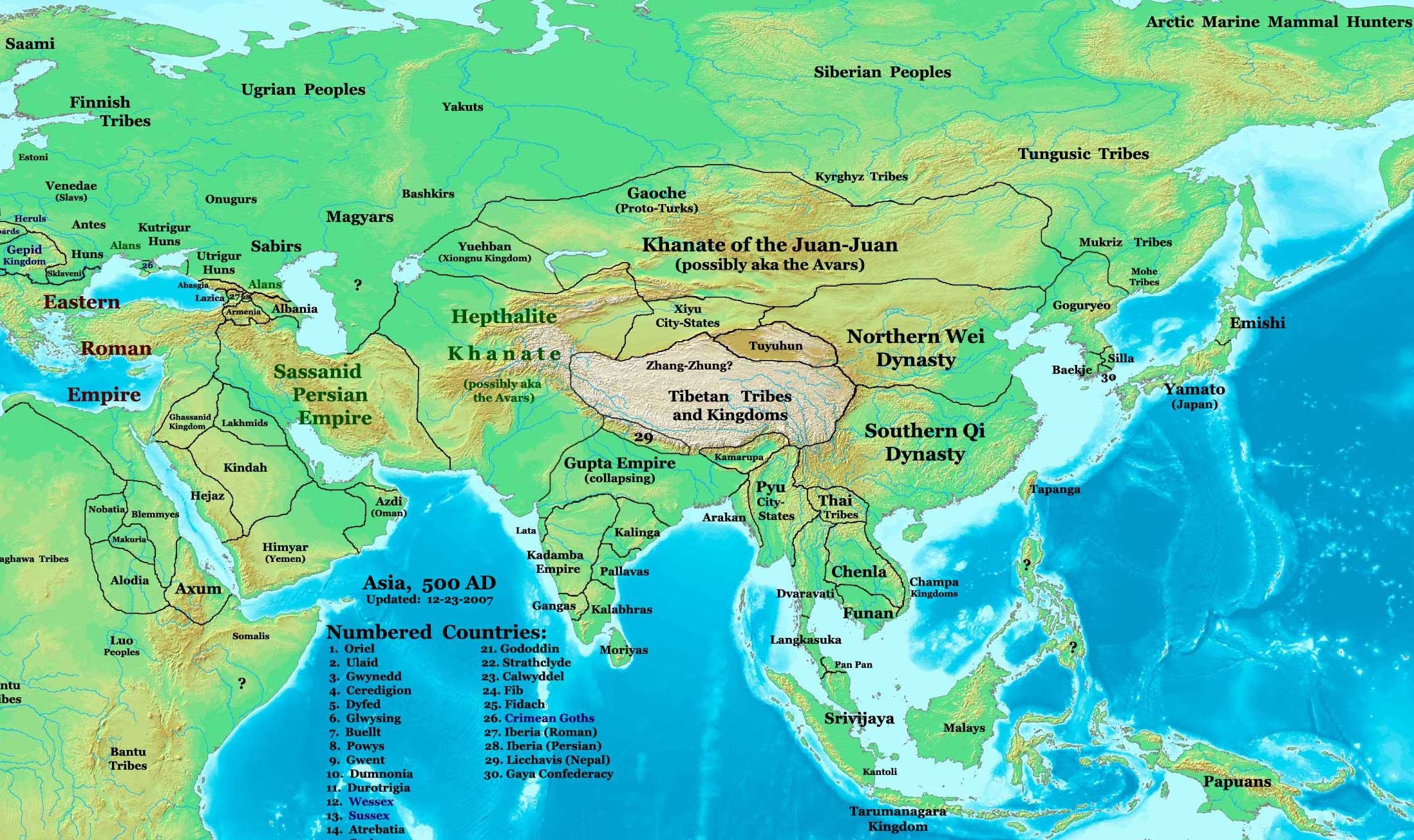
Rourano, Uei do Norte, Reino de Tuium, 500 AD
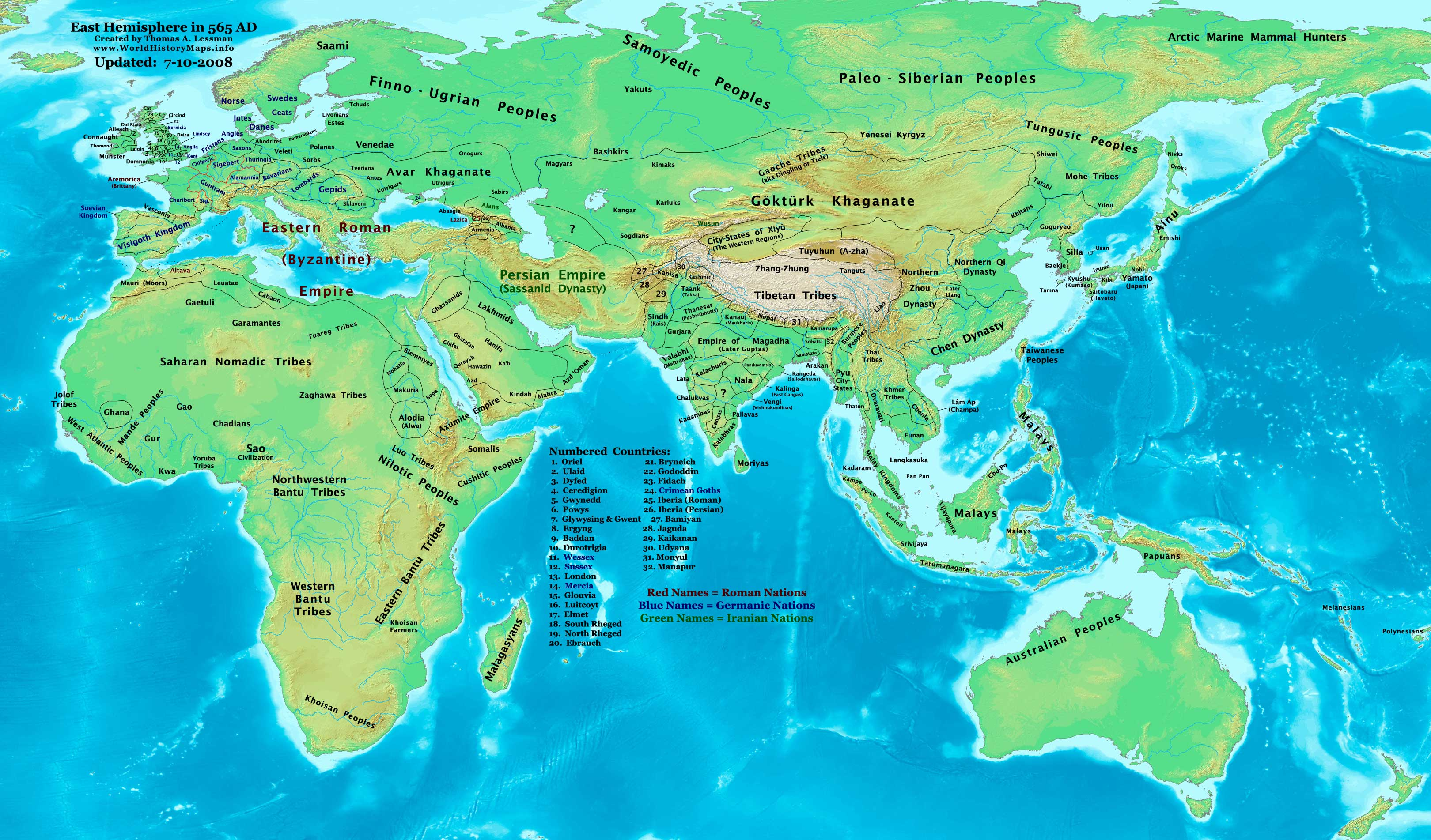
Reino de Tuyuhun, Zhou do Norte, Khitanos e Tatabios, 565 AD
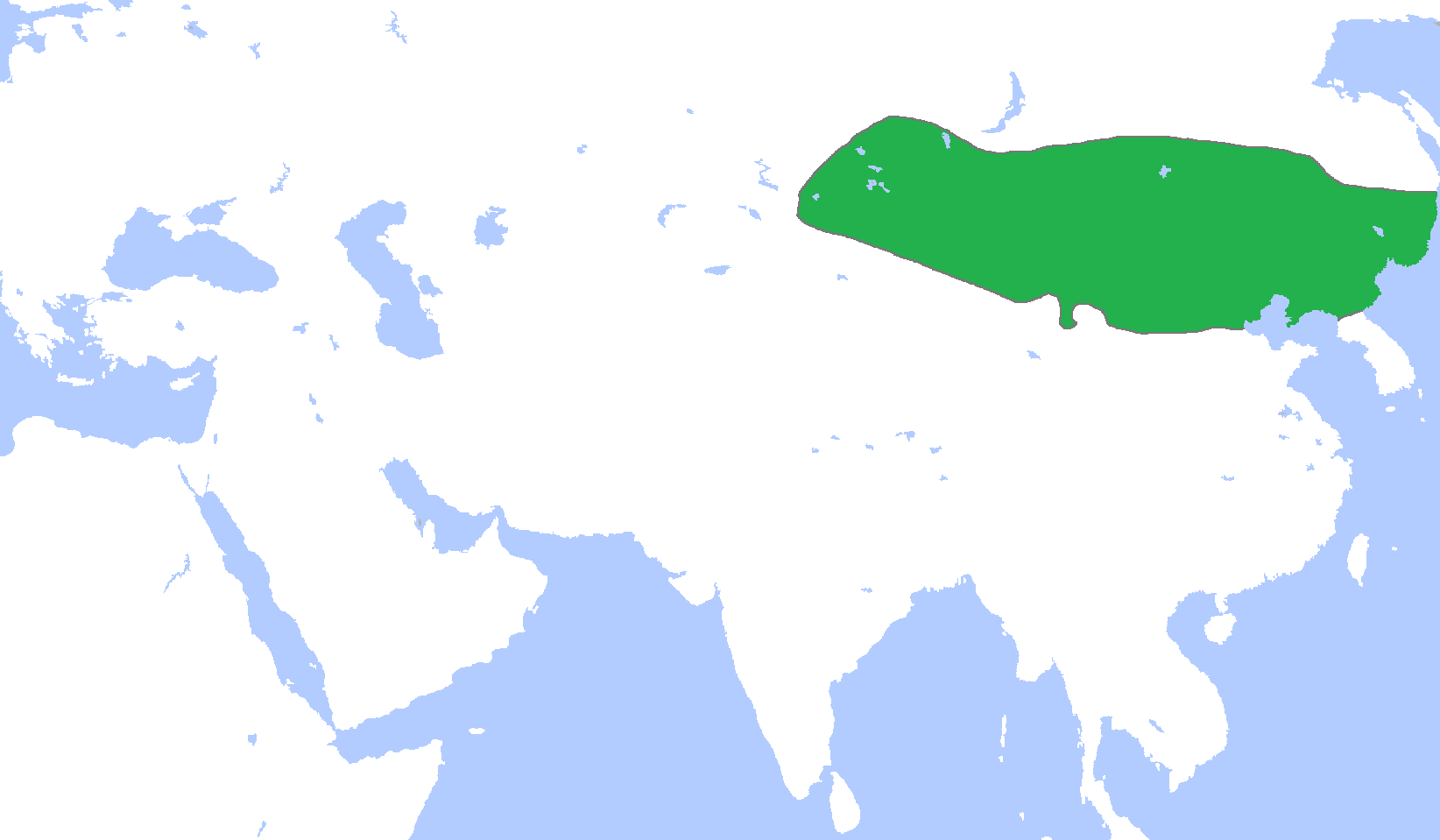
Dinastia Liao c. 1000
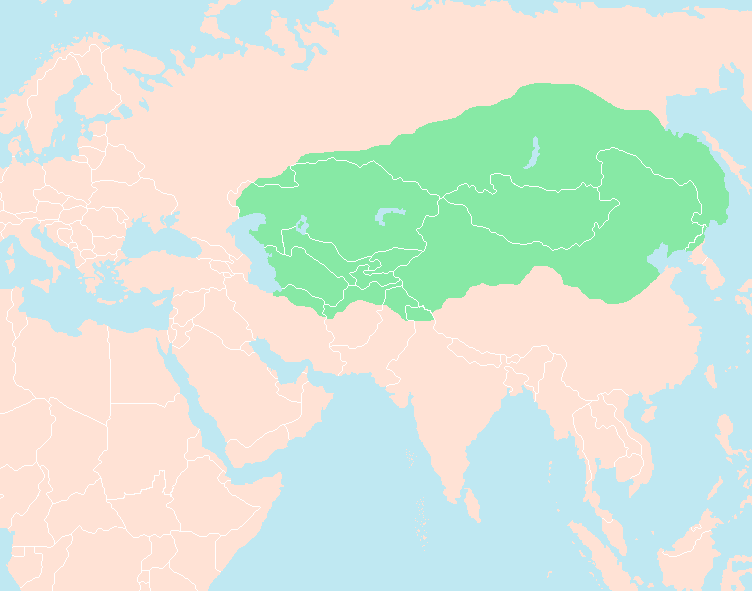
Império Mongol em 1227
Império Mongol
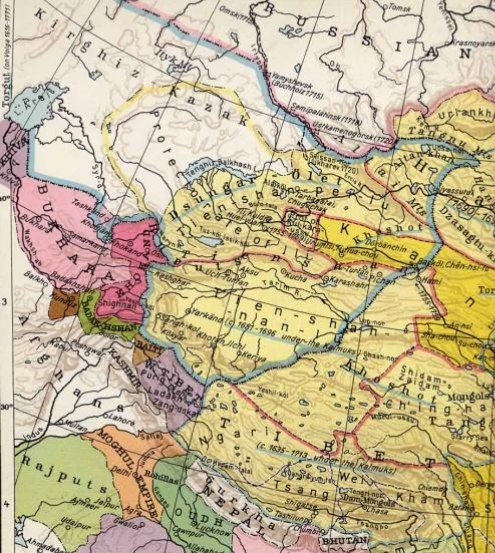
The Canato Dzungar (c. 1750) (na linha azul)
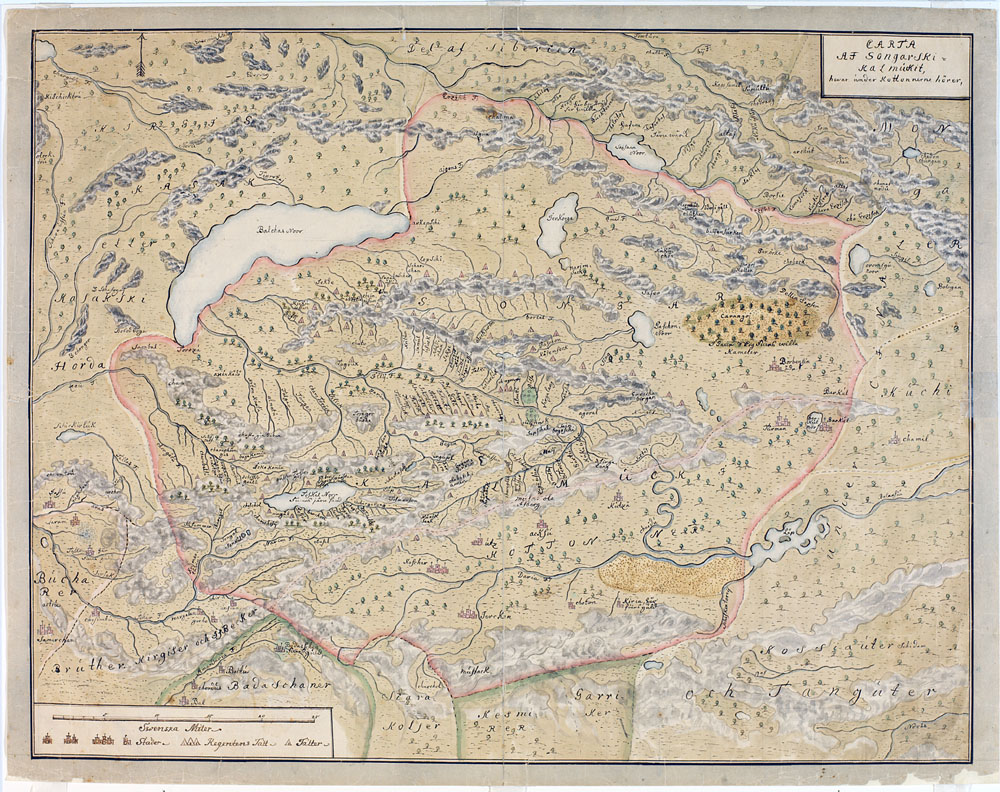
Um mapa do Canato Dzungar, por Swedish officer lá em cativeiro nos anos 1716-1733, que inclui a região conhecida hoje por Zhetysu
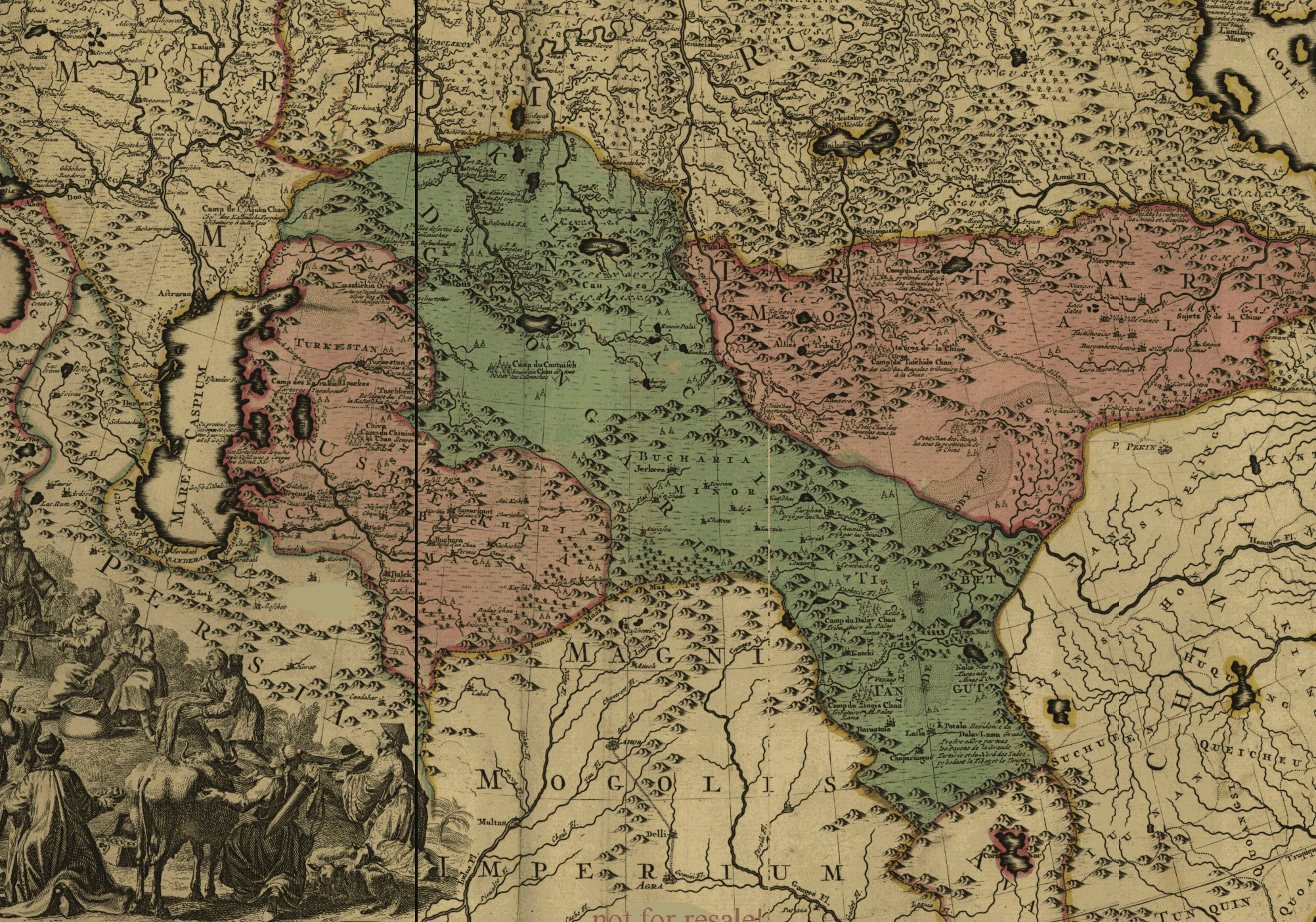
O Canato Dzungar (um fragmento do um mapa do Império Russo de Pedro O Grande, que foi criado por um soldado sueco em c. 1725)
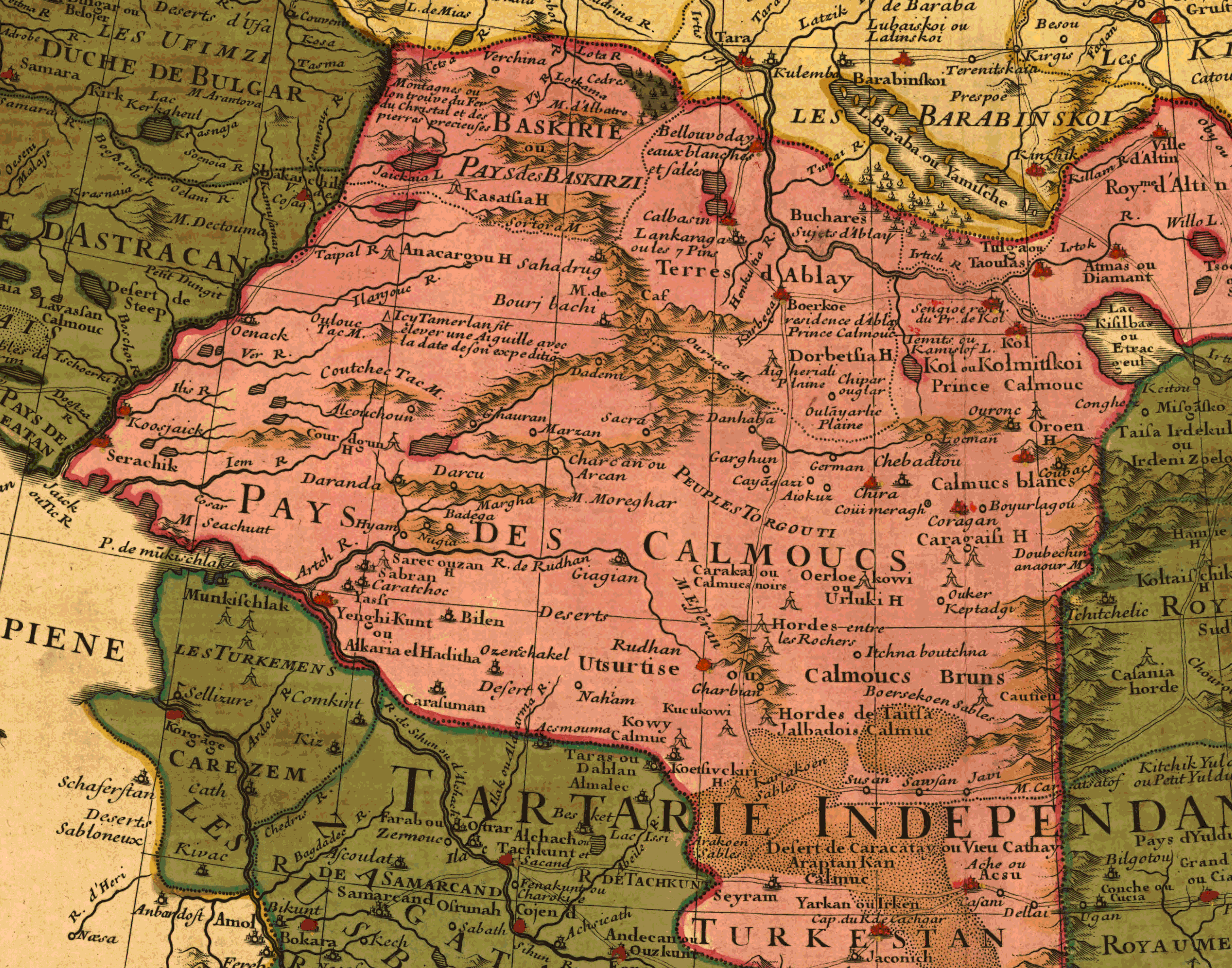
Este fragmento do mapa mostra os territóries do Canato Dzungar como em 1706. (Mapa da Coleção da Livraria do Congresso: "Carte de Tartarie" of Guillaume de L'Isle (1675-1726))
Mongólia
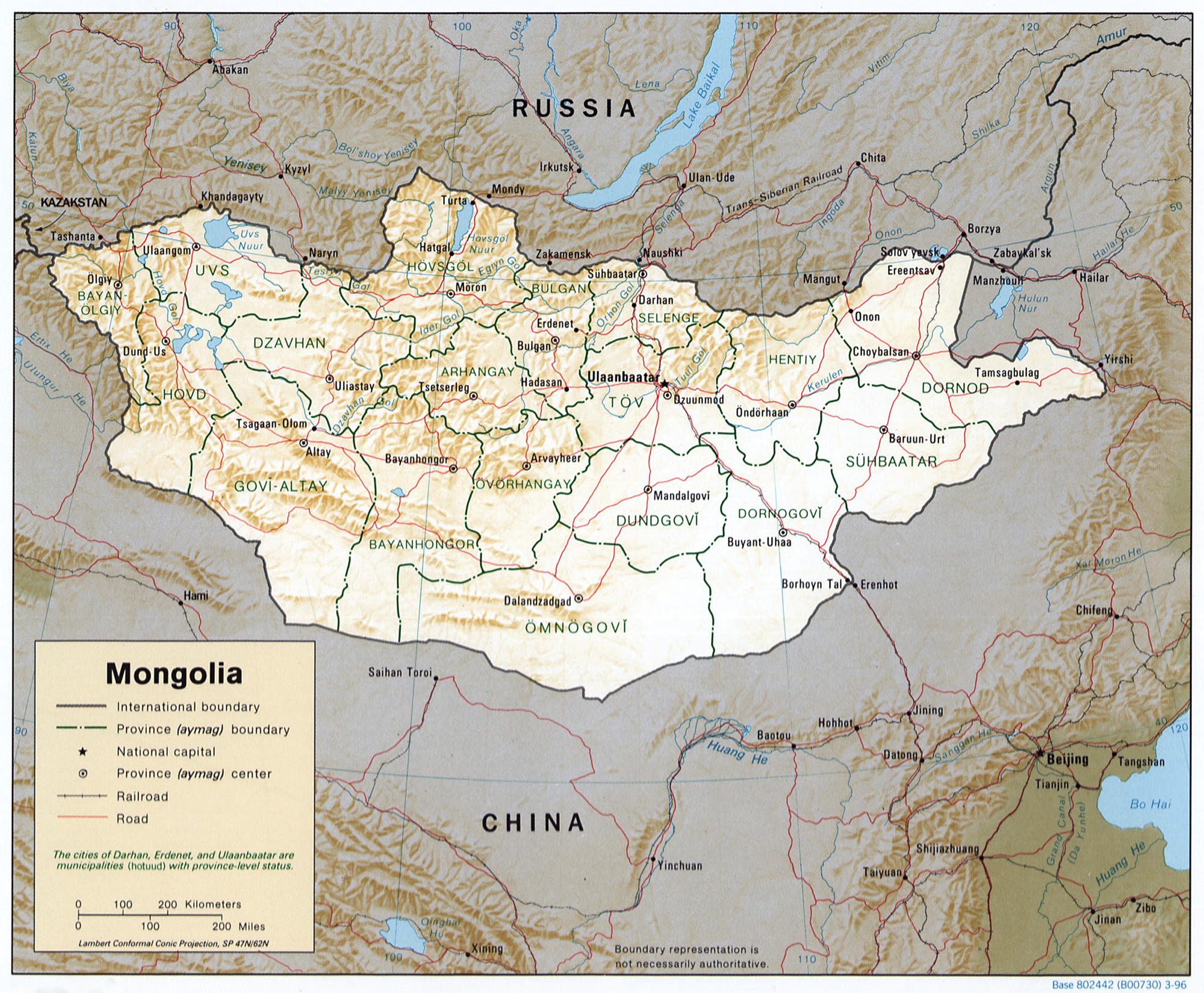
Mongólia